# قطعه ردیف پیمانه‌ای
ردیف پیمانه‌ای یا قطعه ردیف پیمانه‌ای (BBD) یک خط تأخیر آنالوگ زمان گسسته است، که در سال ۱۹۶۹ توسط اف زانگستر و کی تییر از آزمایشگاه‌های تحقیقاتی فیلیپس ساخته شده‌است. این مجموعه از یک سری بخش‌های خازنی C0 تا Cn تشکیل شده‌است. سیگنال آنالوگ ذخیره شده در طول خازن‌ها یک پله در هر چرخه ساعت منتقل می‌شود. این نام از قیاس با اصطلاح زنجیره سطل (همان: ردیف پیمانه‌ای)، برای یک خطی از افراد که سطل آب را دست به دست می‌کنند، استفاده می‌شود.
ریتیکون SAD-1024 افزاره مدار مجتمع مشهور در حدود سال ۱۹۸۰، دو خط تأخیر آنالوگ ۵۱۲-طبقه‌ای را در یک دیپ ۱۶ پایه پیاده‌سازی کرد. این فرکانس ساعت را از ۱٫۵ کیلوهرتز به بیش از ۱٫۵ مگاهرتز مجاز می‌کند. SAD-512 یک نسخه خط تأخیری تک بود. TDA1022 نیم‌رساناهای فیلیپس به‌طور مشابه یک خط تأخیر ۵۱۲-طبقه‌ای اما با یک محدوده نرخ ساعت ۵–۵۰۰ کیلوهرتز را ارائه می‌کرد. سایر تراشه‌های BBD رایج شامل MN3005، MN3007 و MN3205، پاناسونیک که تفاوت‌های اصلی آن‌ها زمان تأخیر در دسترس‌شان است اشاره‌کرد. نمونه‌ای از تک بکاررونده (به انگلیسی: utilizing) BBDهای پاناسونیک، یاماها E1010 است.